# Tipula christophi
Tipula christophi är en tvåvingeart som beskrevs av Günther Theischinger 1982. Tipula christophi ingår i släktet Tipula och familjen storharkrankar. Inga underarter finns listade i Catalogue of Life.